# بنندن
بنندن (به انگلیسی: Benenden) یک محله مدنی و روستا در بریتانیا است که در کنت واقع شده‌است. بنندن ۲٬۳۷۴ نفر جمعیت دارد.